# جو أبريغو
جو أبريغو (بالإسبانية: Joe Abrigo)‏ (10 مارس 1995 بسانتياغو في تشيلي - ) هو لاعب كرة قدم تشيلي في مركز الهجوم. لعب مع ديبورتيس ماجالانز.

## وصلات خارجية
- جو أبريغو على موقع قاعدة بيانات كرة القدم.إي يو (الإنجليزية)
- جو أبريغو على موقع Soccerway.com (الإنجليزية)
- جو أبريغو على موقع AS.com (الإسبانية)